# Cacoceria cressoni
Cacoceria cressoni är en tvåvingeart som först beskrevs av Hull 1930.  Cacoceria cressoni ingår i släktet Cacoceria och familjen blomflugor. Inga underarter finns listade i Catalogue of Life.